# نقشه برهان

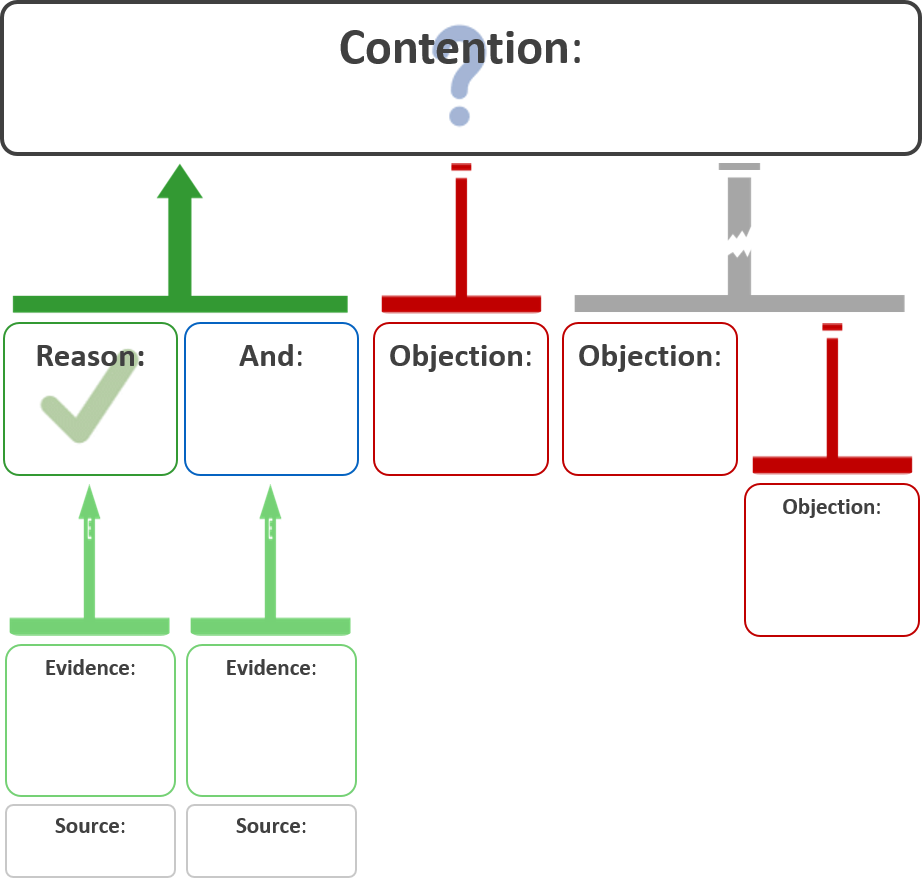
یک نقشه برهان شماتیک که یک احتجاج (یا نتیجه)، برهان‌های موید و نقض‌ها، و یک نقض استنباطی را نشان می‌دهد.

در منطق غیرصوری و فلسفه، نقشه برهان یا نمودار برهان، نمایش تصویری ساختار یک برهان است. نقشه برهان معمولاً شامل مؤلفه‌های اصلی برهان می‌شود که به‌طور سنتی استلزام و مقدمات خوانده می‌شوند، احتجاج و دلایل نیز خوانده می‌شود. نقشه‌های برهان می‌توانند هم‌پیش‌فرض، نقض‌ها، ضدبرهان‌ها، رد ادعاها و لم‌ها را نیز نشان دهند. سبک‌های مختلفی از نقشه برهان وجود دارد، اما اغلب از نظر عملکردی معادل هم هستند و ادعاهای جداگاه یک برهان و روابط بین آنها را نشان می‌دهند.
نقشه‌های برهان معمولاً در زمینه آموزش و استفاده از تفکر انتقادی استفاده می‌شوند. هدف نقشه برداری، کشف ساختار منطقی استدلال‌ها، شناسایی مفروضات بی اساس، ارزیابی مویدی که یک برهان برای نتیجه‌گیری ارائه می‌کند و کمک به درک مباحث است. نقشه‌های برهان اغلب برای کمک به بررسی موضوعات، ایده‌ها و برهان‌ها در مسائل دشوار طراحی شده‌اند.
یک نقشه برهان نباید با یک نقشه مفهومی یا یک نقشه ذهنی، که دو نوع دیگر از گراف که محدودیت‌های مختلفی در گره‌ها و پیوندها دارند، اشتباه گرفته شود.